# Idioma kawi
El kawi o javanés antiguo es la variante histórica documentada más antigua del javanés. Era el idioma hablado en la parte oriental de lo que actualmente es Java central y la totalidad de Java oriental. Como lengua literaria, el kawi se utilizaba en toda la isla de Java y en las islas de Madura, Bali y Lombok. Tenía numerosos préstamos del sánscrito pero todavía no se había desarrollado el krama o registro formal del lenguaje, para dirigirse a personas de estatus social superior, característico del javanés moderno.

## Nombre
Los nombres de «kawi» (ꦨꦴꦰꦏꦮꦶ Bhāṣun Kawi; del sánscrito कवि kavi «poeta»), y «javanés antiguo» habitualmente se usan indistintamente. A veces, sin embargo, se utiliza javanés antiguo para designar la lengua hablada histórica que es el antecedente del javanés moderno, mientras que el nombre de «kawi» se restringe a la forma escrita estandarizada del javanés antiguo, usada todavía hasta cierto punto como lengua literaria.
El nombre «kawi» deriva de la raíz ku, que en sánscrito significa «poeta», y, en formas derivadas, «hombre sensato y educado».

## Historia
Aunque hay pruebas de que el javanés se escribía ya en la época de la inscripción en sánscrito Tarumanegara del 450, el ejemplo más antiguo escrito íntegramente en javanés, llamado «inscripción Sukabumi», está fechado el 25 de marzo del 804. Esta inscripción, situada en el distrito de Pare, en la regencia Kediri de la provincia de Java Oriental, es realmente una copia del original, fechada unos 120 años antes; únicamente se ha conservado esta copia. Su contenido se refiere a la construcción de una presa para un canal de riego cerca del río Śrī Hariñjing (ahora acortado a Srinjing). Esta inscripción es la última de su tipo escrita en alfabeto pallava; todos los textos posteriores en javanés antiguo fueron escritos en alfabeto javanés.

## Evolución
El kawi o javanés antiguo no era estático y su uso abarcó un período de aproximadamente 500 años: desde la inscripción de Sukabumi (Kediri, Java Oriental) hasta la fundación del imperio mayapajit en 1292. El javanés que se hablaba y escribía en la época de Mayapajit ya había experimentado algunos cambios y, por tanto, ya estaba más cerca de la lengua javanesa moderna.

### Orígenes austronesios
La influencia más importante en la formación del kawi fue su herencia austronesia en el vocabulario, orden de la frase y morfología, que compartía con sus lenguas hermanas del sudeste asiático.

### Influencia del sánscrito
La influencia lingüística hindú en el idioma kawi, era casi exclusivamente la influencia del sánscrito. No hay evidencia de elementos lingüísticos de la India en el antiguo javanés que no sea del sánscrito. Esto es diferente de, por ejemplo, a la influencia de la lengua hindú en el malayo (antiguo).
El sánscrito tuvo un impacto profundo y duradero en el vocabulario del kawi. El Old Javanese – English Dictionary, escrito por el profesor Petrus Josephus Zoetmulder en 1982, contiene aproximadamente 25 500 entradas, de las cuales no menos de 12 500 son préstamos sánscritos. Sin duda, este gran número no es un reflejo del uso corriente, pero indica que los antiguos javaneses conocían y empleaban estas palabras sánscritas en sus obras literarias. En cualquier obra literaria javanesa antigua, aproximadamente el 25 % del vocabulario proviene del sánscrito.

### Fonología
El sánscrito ha influido tanto en la fonología como en el vocabulario del kawi. El antiguo javanés también contiene las consonantes retroflejas, que podían haberse derivado del sánscrito. Es algo discutido por varios lingüistas, que sostienen que también es posible que la aparición de estas consonantes retroflejas fuera un desarrollo independiente dentro de la familia de lenguas austronesias.

### Vocabulario
Una pregunta relacionada es la forma en que las palabras sánscritas se prestaron en el idioma kawi. Las palabras sánscritas prestadas en javanés antiguo son casi sin excepciones sustantivos y adjetivos en su forma no declinada (sánscrito lingga). Una lista de palabras de 200 elementos de vocabulario básico está disponible en la Austronesian Basic Vocabulary Database que muestra algunos de estos préstamos.

## Escritura
El kawi disponía de un alfabeto propio, el alfabeto kawi, llamado generalmente hanacaraka; el término más correcto sería Dentawiyanjana. Es un alfabeto silábico o abúgida, de la familia bráhmica, que consta de 20 letras, que van acompañadas de diacríticos vocálicos para indicar los sonidos de las vocales, y diez signos para representar los dígitos numéricos. La escritura de la isla de Bali, muy influida por la vecina Java, constituye la única forma variante, llamada Tulisan Bali. Se cree que fue el príncipe Aji Caka (originario de la India), el cual había establecido el primer reino conocido de Java, llamado Java dvipa (Swarna dvipa), quien introdujo las veinte letras del hanacaraka o alfabeto kawi. La leyenda también atribuye el origen del alfabeto javanés a Aji Saka, un héroe legendario del reino de Medang Kamulan. La inscripción más antigua que se conoce en alfabeto kawi se encuentra en Gunung Wukir Temple en Magelang, provincia de Java Central, Indonesia.

## Uso
El kawi no está extinguido del todo como lengua hablada. Se utiliza habitualmente en las representaciones de Wayang golek (muñecos tridimensionales en madera), wayang wong(danza tradicional) y wayang kulit (marionetas de figuras de papel proyectadas como teatro de sombras), además de en actos muy formales como los bodas tradicionales, especialmente para al estilizado ritual de reunión de los padres de la novia con los padres del novio en las ceremonias de Peningsetan y Panggih. Arcaicamente o para algunos nobles muy arraigados a la tradición, se utilizaba para las ceremonias de Midodareni, Siraman y Sungkeman de la boda javaneses.
La isla de Lombok ha adoptado el Kawi como lengua regional, lo que refleja la fuerte influencia de la vecina Java oriental. Actualmente, se imparte en la educación primaria como parte de la unidad de segundas lenguas obligatorias del currículo nacional. Tradicionalmente, el kawi se escribe sobre hojas de palmera preparadas, llamadas lontar.
El uso del kawi también se conserva ocasionalmente como lengua literaria o prosa arcaica.

## Literatura
Hay muchas obras literarias importantes escritas en kawi, sobre todo el poema épico de Empu Tantular titulado Kakawin Sutasoma (EM Uhlenbeck, 1964: Un estudio crítico sobre las lenguas de Java y Madura, La Haya: Martinus Nijhoff), del que se extrajo el lema nacional de Indonesia: Bhinneka Tunggal Ika. Aunque a menudo se traduce como «Unidad en la diversidad», la traducción más literal sería «[aunque] dispersa, permanece [como] una» —haciendo referencia a las islas dispersas de la nación del archipiélago, no paso como expresión de solidaridad multicultural como podría ser interpretado hoy en día—.
Una obra más moderna es el poema Susilo Budhi Dharma, de Muhammad Subuh Sumohadiwidjojo, el fundador del movimiento espiritual internacional Subud. En este trabajo, proporciona un marco para comprender la experiencia de la práctica espiritual del Latihan kejiwaan. Los poetas compusieron y declamaron estos poemas en las cortes de los reyes de las zonas este y central de Java durante los siglos IX al XVI, y en Bali. La lista siguiente incluye poemas famosos, epopeyas y otras obras literarias:
- Kakawin Tertua Jawa, 856
- Kakawin Ramayana ~ 870
- Kakawin Arjunawiwaha, mpu Kanwa, ~ 1030
- Kakawin Kresnayana
- Kakawin Sumanasantaka
- Kakawin Smaradhana
- Kakawin Bhomakawya
- Kakawin Bharatayuddha, mpu Sedah dan mpu Panuluh, 1157
- Kakawin Hariwangsa
- Kakawin Gatotkacasraya
- Kakawin Wrettasañcaya
- Kakawin Wrettayana
- Kakawin Brahmandapurana
- Kakawin Kunjarakarna, mpu "Dusun"
- Kakawin Nagarakretagama, mpu Prapanca, 1365
- Kakawin Arjunawijaya, mpu Tantular
- Kakawin Sutasoma, mpu Tantular
- Kakawin Siwaratrikalpa, Kakawin Lubdhaka
- Kakawin Parthayajna
- Kakawin Nitisastra
- Kakawin Nirarthaprakreta
- Kakawin Dharmasunya
- Kakawin Harisraya
- Kakawin Banawa Sekar Tanakung

## Estudios
El primer estudioso que se encaró al kawi con rigor académico fue Wilhelm von Humboldt, quien lo consideró el padre de las lenguas malayo-polinesias. Además, refutó las concepciones erróneas que consideraban que el kawi era completamente influido por el sánscrito, ya que el kawi no tiene flexión verbal, mientras que el sánscrito tiene un sistema verbal flexivo muy desarrollado. El kawi podría haber venido de un poblamiento muy antiguo en la costa pacífica de Asia.
Numerosos estudiosos han estudiado la lengua, incluyendo el holandés expatriado indonesio Petrus Josephus Zoetmulder, autor de una cantidad enorme de textos originales e importantes estudios eruditos de la lengua, y su alumno y asociado, el padre Ignatius Kuntara Wiryamartana. Otros estudiosos indonesios eminentes de la lengua son Poedjawijatna, Sumartin Suprayitna, Poerbatjaraka y Tardjan Hadiwidjaja.